# The Clown's Best Performance
The Clown's Best Performance, també titulada “The Clown and His Best Performances”, és una pel·lícula muda de la Vitagraph protagonitzada per John Bunny i Kenneth Casey. Basada, en el relat "Boum-Boum" de Jules Claratie, la pel·lícula es va estrenar el 1 d’agost de 1911.

## Argument
Els pares del petit Paul Linton el porten a veure una sessió de circ dels Sawdus Bros. i el noi queda fascinat amb el pallasso "Boum-Boum" que duu un petit tambor. A casa, el noi amb un tambor intenta imitar els gags del pallasso i declara que quan sigui gran ell vol ser el clown més important del món. Unes setmanes després, el Paul cau malalt i té molta febre i mentre delira parla constantment de divertit pallasso del circ. Tot i la insistència dels pares i el metge el noi no col·labora i no vol prendre les medecines. A través dels seus deliris els pares aprenen que l’únic que desitja el noi és veure el pallasso i comprenen que això seria una bona manera de remuntar-li la salut. Li compren una nina que és un pallasso però no funciona. Al final, Mr. Linton parla amb el pallasso i li demana, com a favor especial, que faci una actuació pel seu fill petit, que anhela la seva presència. El pallasso accepta i, quan el noi el veu dret davant seu, somriu i millora ben aviat. Abans que el seu amic del circ hagi marxat, el nen malalt ha descansat, ha recuperat la temperatura normal i comença la seva convalescència.

## Repartiment
- John Bunny (el clown)
- Kenneth Casey (Paul Linton)
- Hal Wilson (el pare de Paul)
- Alec B. Francis
- Edith Halleran